# Симон Родригес, Давид
Давид Симон Родригес Сантана (исп. David Simón Rodríguez Santana; 16 декабря 1988 года, Лас-Пальмас-де-Гран-Канария) — испанский футболист, играющий на позиции защитника. Ныне выступает за греческий клуб «Ламия».

## Клубная карьера
Давид Симон начал свою карьеру футболиста, выступая за команду «Унион Вьера» из его родного города Лас-Пальмас-де-Гран-Канария в лиге провинции Лас-Пальмас. В 2010 он перешёл в «Лас-Пальмас», где долгое время играл за резервную команду клуба в Терсере и Сегунде B. Сезон 2011/12 Давид Симон провёл за клуб Сегунды B «Весиндарио».
23 августа 2014 года Давид Симон дебютировал за «Лас-Пальмас» в Сегунде, выйдя в стартовом составе в домашнем поединке против «Льягостеры». 21 марта 2015 года он забил свой первый гол на профессиональном уровне, сократив отставание своей команды в гостевой игре с «Нумансией». По итогам чемпионата «Лас-Пальмас» вернулся в Примеру.
22 августа 2015 года Давид Симон дебютировал в главной испанской футбольной лиге, выйдя в стартовом составе «Лас-Пальмаса» в гостевом поединке против мадридского «Атлетико». Спустя 3 недели он забил и свой первый гол на высшем уровне, сравняв счёт в гостевой игре с «Сельтой».